# John Horton
John Horton, artiestennaam van Jean-Pierre Herfs, (Halle, 18 mei 1952) is een Vlaamse zanger. Hij maakte furore in Vlaanderen en ook in Spanje.
Horton heeft zeven hits (uit ongeveer 15 singles) gehad in de Vlaamse VRT Top 30 in het begin van de jaren '70. De doorbraak kwam er in 1972 met de single Zo jong, een cover van het nummer So Young van Roy Orbison. Hij was een van de vertegenwoordigers uit de muziekstal van Sylvain Tack. Hij zong wisselend in het Vlaams en in het Engels. Nadat Tack in 1974 naar Spanje was uitgeweken, belandde Horton in de stal van Johnny Hoes maar hij kon zijn vroegere successen niet meer evenaren. Toen de discomuziek opkwam ging hij in onroerend goed-zaken werken. In 1986 maakte hij een comeback met de single Als zich een man eenzaam voelt, deze keer met Johnny Blenco als producer. De single stond één week op de eerste plaats in de Vlaamse top 10. Van 1991 tot eind 2005 woonde hij in Spanje waar hij eerst in Calonge een immokantoor uitbaatte, zette daarna de zaak van Jo Leemans verder in Benidorm om daarna in Marbella in de immobiliënsector aan de slag te gaan. Bij zijn terugkomst in België probeerde Horton een comeback te maken. Daarbij probeerde hij ook zijn zoon Jeason, halvefinalist tijdens de preselecties Eurosong 2006, in de muziekmarkt te zetten.
De zanger moet niet verward worden met Johnny Horton (geboren John Gale Horton, 1925-1960), een Amerikaans countrymuziekzanger.
Hij is een nonkel van de Vlaamse zangers Christoff en Lindsay

## Hits
- februari 1972: Wie wil mijn meisje zijn?
- augustus 1972: Zo jong (2 weken nr. 1 in Vlaamse Top 10)
- januari 1973: Carina
- juni 1973: Samen door het leven
- oktober 1973: Een beetje liefde
- maart 1974: Kom toch gauw weer terug
- mei 1976: Zeg mijn naam
- 1986: Als zich een man eenzaam voelt (1 week nr. 1 in de Vlaamse Top 10)

| Single met hitnotering(en) in de Vlaamse Ultratop 50 | Datum van verschijnen | Datum van binnenkomst | Hoogste positie | Aantal weken | Opmerkingen          |
| ---------------------------------------------------- | --------------------- | --------------------- | --------------- | ------------ | -------------------- |
| Wie wil mijn meisje zijn?                            | 1972                  | 25-03-1972            | 16              | 9            |                      |
| Zo jong                                              | 1972                  | 02-09-1972            | 12              | 9            | nr. 1 Vlaamse top 10 |
| Carina                                               | 1973                  | 13-01-1973            | 23              | 9            |                      |
| Een beetje liefde                                    | 1973                  | 06-10-1973            | 28              | 2            |                      |
| Kom toch gauw weer terug                             | 1974                  | 09-03-1974            | 13              | 9            |                      |